# Tom Perrotta
Tom Perrotta, all'anagrafe Thomas R. Perrotta (Garwood, 13 agosto 1961), è uno scrittore e sceneggiatore statunitense autore del romanzo Little Children, da cui è stato tratto un film omonimo, di cui è stato anche cosceneggiatore.

## Biografia
Perrotta è nato e cresciuto a Garwood, nel New Jersey, figlio d'un impiegato postale statunitense, a sua volta figlio d'immigrati italiani originari della provincia di Avellino, e d'una segretaria statunitense, figlia invece di immigrati italiani d'etnia arbëreshë.
Nel 2011 ha scritto il romanzo Svaniti nel nulla (The Leftovers) da cui è stata tratta l'omonima serie televisiva.

## Opere

### Romanzi
- (EN) The Wishbones, Berkley Books, 1999, ISBN 0-425-16971-5.
- Intrigo scolastico, E/O Edizioni, 2012, ISBN 88-6632-322-5.
- (EN) Joe College, St. Martin's Griffin, 2000.
- Bravi bambini, Bureau Biblioteca Univ. Rizzoli, 2007, ISBN 88-17-01683-7.
- L'insegnante di astinenza sessuale, E/O Edizioni, 2008, ISBN 88-6632-323-3.
- Svaniti nel nulla, E/O Edizioni, 2012, ISBN 88-6632-150-8.
- (EN) Mrs. Fletcher, Scribner, 2017.

### Racconti
- The Weiner Man (1988)
- Wild Kingdom (1988)
- Forgiveness (1989–1994)
- The Smile on Happy Chang's Face (2004)
- Kiddie Pool (2006)

#### Raccolte di racconti
- Bad Haircut: Stories of the Seventies (1994)
- Nine Inches (2013)

## Filmografia parziale

### Sceneggiatore
- Little Children, regia di Todd Field (2006)
- The Leftovers - Svaniti nel nulla (The Leftovers) - serie TV, 28 episodi (2014-2017)
- Mrs. Fletcher - miniserie TV, 7 puntate (2019)

### Produttore
- The Leftovers - Svaniti nel nulla (The Leftovers) - serie TV, 28 episodi (2014-2017)
- Mrs. Fletcher - miniserie TV, 7 puntate (2019)